# (29539) 1998 BT23
1998 بي تي 23 (ويعرف أيضًا باسم (29539) 1998 بي تي 23 وفق تسمية الكوكب الصغير) (بالإنجليزية: 1998 BT23)‏ هو كويكب ضمن حزام الكويكبات؛ وترتيبه 29539 من حيث الاكتشاف.
اكتُشف هذا الجُرم الفلكي بواسطة سبيس واتش في 26 يناير 1998.

## وصلات خارجية
- (29539) 1998 BT23 في قاعدة بيانات مختبر الدفع النفاث لأجرام النظام الشمسي الصغيرة

- الاكتشاف · مخطط المدار ·  العناصر المدارية · المعلمات المادية

- (29539) 1998 BT23 على موقع ويكي سكاي: DSS2, SDSS, GALEX, IRAS, Hydrogen α, X-Ray, Astrophoto, Sky Map, Articles and images